# Wandi Doratiotto
Wandi Doratiotto (São Paulo, 5 de junho de 1953) é um ator, apresentador de televisão, cantor, compositor e músico brasileiro.
É integrante do grupo Premeditando o Breque,
Ficou famoso ao ser apresentador do programa Bem Brasil por 17 anos, de 1991 a 2008.

## Biografia
Wandi nasceu em uma família de músicos: seu pai tocava cavaquinho e violão, sua mãe formara uma dupla de música sertaneja com as irmãs e seus tios também haviam formado uma dupla sertaneja. Cresceu no Bairro da Lapa, onde desde pequeno tocava violão.
Na juventude, concluiu o curso de Música e Educação Artística pela Faculdade Mozarteum de São Paulo.
Em 1976, torna-se integrante do grupo Premeditando o Breque, com o qual gravou vários discos. Em 2001, gravou um disco solo com o título Pronto, de forma independente. Depois, em 2017, gravou com seu filho Danilo Moraes e o músico Swami Jr. o álbum Miolo Mole. Também conta com um trabalho com Maurício Pereira e Paulo Freire chamado "Três é bom".
No rádio, apresentou os programas Quase Lindo, na Rádio USP FM, e Múltipla Escolha, na Rádio Musical FM. 
Na televisão, atuou no programa Nas Ondas do Rádio e na novela Kananga do Japão, ambos na Rede Manchete. Na TV Cultura, atuou em programas infantis, como Rá-Tim-Bum, X-Tudo e Castelo Rá-Tim-Bum. Na mesma emissora, apresentou de 1991 a 2008 o programa musical Bem Brasil. Participou do seriado “A Vida Secreta dos Casais”, com Bruna Lombardi e Carlos Alberto Riccelli, na HBO.
Participou de vários comerciais de televisão, onde ficou conhecido por atuar em comerciais da Brastemp nos anos de 1990.
No cinema, participa em filmes como Sábado (1994), Ed Mort (1996), Boleiros: era uma vez o futebol (1998). 
No teatro, atuou no espetáculo A Estrambótica Aventura da Música Caipira e, desde 2003, na peça Não Mexe Com Quem Tá Quietinho, juntamente com os atores Arthur Kohl e Renato Caldas.
No final de 2006, lançou o livro "Haicais", pela Editora Papagaio. 

## Filmografia

### Trabalhos na televisão
| Ano        | Título                    | Personagem         | Notas                                           |
| ---------- | ------------------------- | ------------------ | ----------------------------------------------- |
| 2017-2019  | A Vida Secreta dos Casais | Macedo             | 22 episódios                                    |
| 2017       | Máximo & Confúcio         | Wandi              |                                                 |
| 2014       | Doce de Mãe               | Flávio             |                                                 |
| 2013       | Sangue Bom                | Nestor Moretti     |                                                 |
| 2012       | Avenida Brasil            | Francisco          |                                                 |
| 2011       | A Mulher Invisível        | —                  |                                                 |
| 2011       | Divã                      | Oswaldo            | Episódio: "Amigos do Passado: Isso tem Futuro?" |
| 2009       | Som & Fúria               | Ciro               |                                                 |
| 2008; 2012 | A Grande Família          | Jorge              | 2 episódios                                     |
| 1999-2001  | Sandy & Junior            | Nico Fortuna/ Socó | 3 episódios                                     |
| 1994       | Castelo Rá-Tim-Bum        | Zé                 |                                                 |
| 1991-2008  | Bem Brasil                | Apresentador       |                                                 |
| 1990       | Rá-Tim-Bum                | Zé                 |                                                 |
| 1989       | Kananga do Japão          | César Ladeira      |                                                 |

### Trabalhos no cinema
| Ano  | Título                             | Personagem             | Notas    |
| ---- | ---------------------------------- | ---------------------- | -------- |
| 2025 | Uma Advogada Brilhante             | Gigio                  | [ 8 ]    |
| 2016 | Amor em Sampa                      | Amir                   |          |
| 2014 | As Aventuras do Avião Vermelho     | Ursinho                | Dublagem |
| 2011 | Onde Está a Felicidade?            | Arnon                  |          |
| 2011 | Família Vende Tudo                 | Russo                  |          |
| 2010 | A Guerra dos Vizinhos              | —                      |          |
| 2007 | O Signo da Cidade                  | Cara do estacionamento |          |
| 2006 | Boleiros 2 - Vencedores e Vencidos | Guarda                 |          |
| 2004 | Viva Voz                           | —                      |          |
| 2003 | Cristina quer Casar                | Olair                  |          |
| 2002 | O Príncipe                         | Taxista                |          |
| 2000 | Os Três Zuretas                    | —                      |          |
| 1998 | Boleiros                           | Guarda                 |          |
| 1997 | Ed Mort                            | Agenor                 |          |
| 1995 | Sábado                             | O cuidador             |          |